# Alpine Entomology
Alpine Entomology è una rivista scientifica ad accesso aperto e sottoposta a revisione paritaria, che si occupa di entomologia. Essa è pubblicata dalla Pensoft Publishers per conto della Società Entomologica Svizzera.

## Storia
La rivista è stata fondata nel 1862 dalla Società Entomologica Svizzera con i nomi di Mitteilungen der Schweizerischen Entomologischen Gesellschaft (in tedesco), Bulletin de la Société Entomologique Suisse (in francese) e Journal of the Swiss Entomological Society (nell'edizione in inglese). Pubblicava articoli in tedesco, francese e successivamente anche in inglese. Nell'assemblea generale della Società Entomologica Svizzera del marzo 2017 è stato deciso di rinominare la rivista Alpine Entomology e di trasferirne la pubblicazione alla Pensoft Publishers. Ciò ha anche reso la rivista ufficialmente ad accesso libero.

## Indicizzazione
Gli abstract e gli articoli della rivista sono indicizzati da:
- BIOSIS Previews
- CAB Abstracts
- Directory of Open Access Journals
- EBSCO databases
- Index Medicus/MEDLINE/PubMed[5]
- Mir@bel[6]
- ProQuest databases
- Scopus

Secondo il Journal Citation Reports, nel 2023 ha ricevuto un fattore di impatto pari a 0.4. Al 2025 l'indice H è pari a 8.